# Sandra Bullock
Sandra Annette Bullock, (izg. kot ˈbʊlək) ameriška filmska, gledališka in televizijska igralka ter producentka, * 26. julij 1964, Arlington, Virginija, Združene države Amerike.
Sandra Bullock je zaslovela v devetdesetih, ko je zaigrala v uspešnih filmih, kot sta Hitrost in Ko si spal. Od takrat je svojo kariero dopolnila s filmi, kot sta Lepotica pod krinko in Usodna nesreča, ki sta ob izidu požela velik uspeh. V letu 2007 je s 85 milijoni $ postala štirinajsta najbogatejša ženska slavna osebnost. V letu 2009 je zaigrala v najuspešnejših filmih v svoji karieri, Snubitev in The Blind Side. Za upodobitev Leigh Anne Tuohy v filmu The Blind Side je prejela nagrade Zlati globus za najboljšo igralko, Screen Actors Guild Award za izstopajoči nastop glavne ženske igralke in Oskarja za najboljšo igralko.

## Zgodnje življenje
Sandra Annette Bullock se je rodila v Arlingtonu, Virginija, Združene države Amerike kot hči nemške operne pevke in učiteljice petja Helge D. Meyer ter Johna W. Bullocka, učitelja petja in producenta iz Alabame. Njen dedek je bil znanstvenik iz Nürnberga, Nemčija. Ima sestro Gestine. Do dvanajstega leta je Sandra živela v Nürnbergu, kjer je pela v opernem otroškem pevskem zboru, ki so mu rekli Staatstheater Nürnberg. Skupaj z mamo je potovala na operne turneje in večino otroštva preživela v Nemčiji, pa tudi v drugih delih Evrope. Govori tudi nemški jezik. Kot otrok je študirala balet in petje ter imela nekaj manjših vlog v operah svoje mame.
Sandra Bullock se je šolala na šoli Washington-Lee High School, kjer je bila navijačica, igrala je v šolskem gledališču in hodila z nekim igralcem nogometa. Diplomirala je leta 1982 ter za tem odšla na univerzo East Carolina University v Greenvillu, Severna Karolina. Šolanje je opustila v zadnjem letniku, saj se je odločila, da bi se raje posvetila svoji igralski karieri. Preselila se je v Manhattan in odhajala na razne avdicije, medtem pa je denar služila z več različnimi deli, med drugim kot natakarica.
Kasneje se je vrnila na univerzo East Carolina University in tam dokončala šolanje.

## Kariera
Ko je živela v New Yorku, se je odločila, da bo odšla na predavanja o igranju v Neighborhood Playhouse-u. Med študijem se je pojavila v več različnih filmih, dobila pa je tudi vlogo v Off-Broadwayski igri z naslovom No Time Flat. Režiser Alan J. Levi je bil navdušen nad njenim nastopom in ji je ponudil vlogo v televizijskem filmu Bionic Showdown: The Six Million Dollar Man and the Bionic Woman, ki je bil kasneje predvajan leta 1989. Vlogo je sprejela in film tudi posnela.
Po snemanju tega Bionic Showdown: The Six Million Dollar Man and the Bionic Woman je Sandra Bullock ostala v Los Angelesu, Kalifornija in dobila več vlog v raznih televizijskih serijah ter neodvisnih filmih, tako kot glavno vlogo v NBC-jevi televizijski verziji filma Delovno dekle leta 1990. Kasneje se je pojavila v filmih, kot so Ljubezenski napoj št. 9 leta 1992, The Thing Called Love leta 1993 in Amazonka v plamenih.
Eden izmed njenih prvih pomembnih filmov je bila znanstvena akcija z naslovom Uničevalec leta 1993, v katerem je igrala poleg igralcev, kot sta Sylvester Stallone in Wesley Snipes. Ta vloga ji je zagotovila vlogo v filmu Hitrost, v katerem je igrala leta 1994. Ta film ji je omogočil vstop v svet slavnih. Postala je filmska zvezda in v poznih devetdesetih je igrala v filmih, kot so Ko si spal ter Lepotica pod krinko, kjer je nadomestila igralko Demi Moore, ki je bila originalno izbrana za to vlogo. Dobila je 11 milijonov ameriških dolarjev za film Hitrost 2 in 17 milijonov dolarjev za film Lepotica pod krinko 2: Čudovita in nevarna.
V letih 1996 in 1999 je bila uvrščena na lestvico petdesetih najlepših ljudi na svetu (50 Most Beautiful People in the World) po mnenju revije People, bila pa je tudi oseminpetdeseta na seznamu 100 najboljših filmskih zvezd vseh časov (Top 100 Movie Stars of All Time) po mnenju revije Empire. Leta 2002 je dobila nagrado  Award for Excellence za njena prizadevanja kot producentka oddaje The George Lopez Show. Leta 2002 ob Hughu Grantu igra v filmu Dva tedna za ljubezen.
Leta 2004 Sandra Bullock dobi eno izmed glavnih vlog v filmu Usodna nesreča, za katerega dobi več pozitivnih kritik; nekateri kritiki so menili celo, da je bil to najboljši nastop v vsej njeni karieri. Kasneje se je pojavila v filmu Romanca ob jezeru, kjer igra skupaj s svojim soigralcem iz filma Hitrost, Keanujem Reevesom. Film je izšel 16. junija 2006. Ker sta bila njuna lika v zgodbi ločena (med potovanjem v času), sta Reeves in Bullockova skupaj snemala samo dva tedna. Istega leta se je Sandra Bullock pojavila v filmu Infamous, kjer je igrala pisateljico Harper Lee. Leta 2007 smo jo lahko videli tudi v filmu Slutnja, ki je izšel marca tistega leta.
Leta 2009 je igralka postavila dva rekorda v svoji karieri in sicer za zelo zgodnji izid filma Snubitev in za ogromno vsoto denarja (film je zaslužil več kot 314 milijonov ameriških dolarjev). Novembra 2009 je Sandra Bullock igrala v filmu The Blind Side, ki je premiero doživel 20. novembra tistega leta in je zanj dobila 34,2 milijona dolarjev, kar je njena najvišja zaslužena vsota denarja do zdaj. Za to vlogo je prejela Oskarja, Zlati globus ter nagrado ameriškega igralskega ceha Screen Actors Guild Award. Preden je vlogo v filmu The Blind Side sprejela, jo je Sandra Bullock trikrat zavrnila, saj bi ji bilo neprijetno igrati pobožno kristjanko. Dva dneva preden je dobila nagrado Oskar je Sandra Bullock prejela dve Zlati malini za svoj nastop v filmu All About Steve in tako postala prva igralka, ki je bila v istem letu imenovana za »najboljšo« in »najslabšo« igralko hkrati. Zatem so jo prosili, da bi svojo nagrado Zlata malina za »najslabšo igralko leta« vrnila, vendar se to ni zgodilo zaradi njenega uspeha, s katerim si je nagrado prislužila najprej. V resnici je, ko je Sandra Bullock osebno sprejela nagrado, po nesreči vzela prototip nagrade Zlata malina in ne cenene kopije, ki jo navadno dajo slavnim osebam.

### Prepoznavnost
Od leta 2009 dalje so filmi Sandre Bullock skupno iztržili 3,1 milijard $ po svetu. Po podatkih revije The Numbers je z vsemi filmi, ki jih je posnela, zaslužila 1,7 milijarde $, s čimer se je uvrstila na lestvico 100 najbolje plačanih zvezdnikov.
Kritiki so večkrat pohvalili njeno osebnost, vendar so bili manj dovzetni za njene filme. Ob izidu filma Snubitev leta 2009 je Mark Kermode napisal, da je v svoji karieri posnela samo tri »dobre« filme - Hitrost, Ko si spal in Usodna nesreča. Napisal je: »Je smešna, je čudovita, nemogoče je, da je ne bi imel rad, vendar vseeno posname slab film za slabim filmom.« Od 18. decembra 2009 se je Sandra Bullock pojavila na treh naslovnicah revije Entertainment Weekly.

## Podjetništvo
Sandra Bullock ima svoje produkcijsko podjetje, imenovano Fortis Films. Njena sestra, Gesine Bullock-Prado, je bila predsednica podjetja, vendar se je s tem nehala ukvarjati ter se preselila v Montpelier, Vermont, kjer je začela z objavljanjem knjig in je odprla svojo slaščičarno. Njen oče, John Bullock, dela v podjetju CEO. Sandra Bullock je bila producentka oddaje The George Lopez Show skupaj z Robertom Bordenom. Poskušala je producirati kratki film z naslovom Million-Dollar Baby, vendar studio F.X. Toole zaradi premajhnega zanimanja za film ni odobrilo začetka njegovega snemanja. Zgodbo pa je vseeno upodobil in režiral Clint Eastwood in tako je nastal film z naslovom Punčka za milijon dolarjev iz leta 2004, ki je osvojil štiri oskarje. Fortis Films je produciral tudi film All About Steve, ki je izšel septembra leta 2009.
Od novembra 2006 je Sandra Bullock lastnica restavracije v Austinu, Teksas, ki nosi ime Bess Bistro. Kasneje je v Austinu odprla še eno podjetje, ki mu je nadela ime Walton's Fancy and Staple in se ukvarja s peko in cvetličarstvom, ponuja pa tudi storitve, kot je na primer načrtovanje zabav.

## Zasebno življenje

### Razmerja
Sandra Bullock je bila zaročena z igralcem Tateom Donovanom, ki ga je spoznala na snemanju filma Ljubezenski napoj št. 9; njuno razmerje je trajalo štiri leta. Pred tem je hodila z igralcem nogometa Troyjem Aikmanom, z glasbenikom Bobom Schneiderjem (razmerje se je končalo po dveh letih) in igralcema Matthewom McConaugheyjem ter Ryanom Goslingom.
Sandra Bullock se je 16. julija 2005 poročila z graditeljem motociklov in gostiteljem oddaje Monster Garage, Jessejem Jamesom. Spoznala sta se, ko ga je Sandra Bullock svojemu desetletnemu krščencu predstavila kot božično darilo.
Novembra 2009 sta Bullockova in James vložila zahtevo za skrbništvo nad njegovim prvim otrokom, ki ga je James imel s svojo prvo ženo, pornografsko igralko Janine Lindemulder. Nazadnje sta dobila popolno skrbništvo nad njegovo petletno hčerko.
Marca 2010 se je začel škandal, saj je več žensk trdilo, da so imele afero z Jessejem Jamesom v času njegovega zakona s Sandro Bullock. Sandra Bullock je ukinila evropsko promocijo za film The Blind Side zaradi »nepredvidenih osebnih razlogov«. 18. marca tistega leta se je Jesse James odzval na govorice o nezvestobi s tem, da je izdal javno opravičilo Sandri Bullock. Dejal je: »Velika večina prijavljenih trditev ni resničnih ali utemeljenih. Po tem ne bom utemeljil te zasebne zadeve s kakršnimi drugimi javnimi pripombami.« James je povedal: »Obstaja samo ena oseba, ki jo lahko krivimo za nastalo situacijo in to sem jaz.« Kasneje je ženo in otroke prosil, da »poiščejo to v svojih srcih in mi oprostijo« za njihovo trenutno »bolečino in zadrego.« Jamesov tiskovni predstavnik je kasneje 30. marca 2010 objavil, da je James preveril vse, s čimer bi se lahko »soočil z osebnimi vprašanji« in tako »rešil svoj zakon« z Bullockovo. Kakorkoli že, 28. aprila 2010 so potrdili, da je Sandra Bullock vložila zahtevo za ločitev 23. aprila 2010 v Austinu. Dokončno sta se ločila 28. junija 2010, za razlog pa sta citirala »navzkrižje osebnosti«.
28. aprila 2010 je Sandra Bullock potrdila, da nadaljuje z načrti za posvojitev dečka iz New Orleansa. Bullockova in James sta z začetnim postopkom začela štiri leta prej, vendar se je otrok, ki bi ga lahko posvojila, rodil šele januarja 2010, novico pa sta se odločila obdržati izven medijev vse do podelitve Oskarjev marca 2009. Kakorkoli že, po ločitvi je Sandra Bullock dečka z imenom Louis Bardo Bullock nameravala posvojiti kot samohranilka.

### Prometne nesreče
20. decembra 2000 sta Sandra Bullock in še en potnik doživela letalsko nesrečo v zakupljenem poslovnem letalu, ko je to pristalo na letališču Jackson Hole Airport. Pilot ni mogel vključiti vzletno-pristajalnih luči, saj jih že dolgo niso pregledali, vendar je letalo nadaljevalo s pristajanjem. Letalo je varno pristalo med vzletno-pristajalno stezo in vozno stezo in zadelo ob kup snega. Zaradi nesreče se je podvozje ločilo od sprednje cone, kar je povzročilo tudi delno ločitev levega krila od desnega.
18. aprila 2008, ko je bila Sandra Bullock na snemanju filma Snubitev v Massachusettsu, sta z njenim možem v terenskem vozilu doživela prometno nesrečo zaradi vinjenega voznika, ki je zadel v voznikovo stran. Škoda ni bila velika in ne Bullockova ne Jesse James nista doživela telesnih poškodb.

### Pravne zadeve
V oktobru 2004 je Sandra Bullock dobila multimilijonsko tožbo proti Bennyju Daneshjouju, graditelju njenega doma v Lake Austinu, Teksas; porota je odločila, da je hiša neprimerna za bivanje. Od takrat so hišo podrli in ponovno zgradili. Sandra Bullock ima v lasti hišo v Tybee Islandu, nekaj milj stran od Savannah, Georgia. Leta 2009 je kupila dom v zgodovinski soseski Garden District v New Orleansu.
22. aprila 2007 so našli Marcio Diano Valentine pred domom Jamesa in Bullockove v Orange Countyju. Ko se je James soočil z žensko, je stekla do sivega mercedesa, se usedla za volan in skušala zapeljati čez njega. Žensko so kasneje spoznali za obsedeno oboževalko Sandre Bullock. Žensko so tožili zaradi telesnega napada in zalezovanja, medtem ko je Sandra Bullock povedala, da je ženska že tri leta »poskušala stopiti v stik z mojo družino, sodelavci in sosedi.« Valentineova ni bila kasneje spoznana za krivo za telesni napad ali zalezovanje. Marcia Diana Valentine je bila kasneje obsojena na tri leta pogojne kazni.

### Dobrodelna dela
Sandra Bullock je javno podpirala ameriški Rdeči križ in dvakrat donirala 1 milijon $, najprej skladu Liberty Disaster Relief Fund, štiri leta pozneje pa se je z donacijo odzvala na potres v Indijskem oceanu leta 2004. Leta 2010 je 1 milijon $ donirala za žrtve potresa na Haitiju tistega leta.
Skupaj z ostalimi zvezdniki je Sandra Bullock pozvala ljudi, da bi podpisali peticijo za čiščenje morja po razlivu nafte v Mehiškem zalivu.

## Filmografija
| Leto | Naslov                                                           | Vloga                                     | Opombe |
| ---- | ---------------------------------------------------------------- | ----------------------------------------- | --- |
| 1987 | Hangmen                                                          | Lisa Edwards                              | |
| 1989 | Religion, Inc.                                                   | Debby                                     | |
| 1989 | Bionic Showdown: The Six Million Dollar Man and the Bionic Woman | Kate Mason                                | |
| 1989 | Who Shot Patakango?                                              | Devlin Moran                              | |
| 1989 | The Preppie Murder                                               | Stacy                                     | |
| 1990 | Lucky/Chances                                                    | Maria Santangelo                          | |
| 1992 | Who Do I Gotta Kill?                                             | Lori                                      | |
| 1992 | When the Party's Over                                            | Amanda                                    | |
| 1992 | Ljubezenski napoj št. 9                                          | Diane Farrow                              | |
| 1993 | The Vanishing                                                    | Diane Shaver                              | |
| 1993 | The Thing Called Love                                            | Linda Lue Linden                          | |
| 1993 | Demolition Man                                                   | Lt. Lenina Huxley                         | |
| 1993 | Amazonka v plamenih                                              | Alyssa Rothman                            | |
| 1993 | Wrestling Ernest Hemingway                                       | Elaine                                    | |
| 1994 | Hitrost                                                          | Annie Porter                              | MTV Movie Award za najboljši ženski nastop Saturn Award za najboljšo igralko (skupaj z Jamie Lee Curtis) |
| 1995 | Ko si spal                                                       | Lucy                                      | Nominirana — Zlati globus za najboljšo igralko v filmu, komediji ali muzikalu Nominirana — MTV Movie Award za najboljši ženski nastop Nominirana — MTV Movie Award za najbolj zaželeno žensko |
| 1995 | The Net                                                          | Angela Bennett/Ruth Marx                  | |
| 1996 | Two If by Sea                                                    | Roz                                       | |
| 1996 | A Time to Kill                                                   | Ellen Roark                               | |
| 1996 | In Love and War                                                  | Agnes von Kurowsky                        | |
| 1997 | Hitrost 2                                                        | Annie Porter                              | |
| 1997 | Making Sandwiches (kratki film)                                  | igralka/scenaristka/režiserka/producentka | Premiera na Sundance Film Festival |
| 1998 | Hope Floats                                                      | Birdee Pruitt                             | Lone Star Film & Television Award za najboljšo igralko |
| 1998 | Čarovnije za vsak dan                                            | Sally Owens                               | |
| 1998 | The Prince of Egypt (animirani film)                             | Miriam (glas)                             | |
| 1999 | Naravne sile                                                     | Sarah Lewis                               | |
| 2000 | Gun Shy                                                          | Judy Tipp                                 | |
| 2000 | 28 dni                                                           | Gwen Cummings                             | |
| 2000 | Lepotica pod krinko                                              | Gracie Hart                               | Nominirana — Zlati globus za najboljšo igralko v filmu, komediji ali muzikalu Nominirana — Satellite Award za najboljšo igralko v filmu, komediji ali muzikalu |
| 2002 | Številke za umor                                                 | Cassie                                    | |
| 2002 | Božanske skrivnosti Ya Ya Sester                                 | Siddalee Walker                           | |
| 2002 | Dva tedna za ljubezen                                            | Lucy Kelson                               | |
| 2004 | Usodna nesreča                                                   | Jean Cabot                                | Black Reel Award za najboljšo igralsko zasedbo Gotham Award za najboljšo igralsko zasedbo Screen Actors Guild Award za izstopajoči nastop igralske zasedbe v filmu |
| 2005 | Farm of the Yard                                                 | Amanda (glas)                             | |
| 2005 | Loverboy                                                         | Mrs. Harker                               | |
| 2005 | Lepotica pod krinko 2: Čudovita in nevarna                       | Gracie Hart                               | |
| 2006 | Romanca ob jezeru                                                | Kate Forster                              | |
| 2006 | Infamous                                                         | Nelle Harper Lee                          | |
| 2007 | Slutnja                                                          | Linda Hanson                              | |
| 2009 | Farm of the Yard: Saddles for Wild Horses                        | Amanda (glas)                             | |
| 2009 | Snubitev                                                         | Margaret Tate                             | Nominirana — Zlati globus za najboljšo igralko v filmu, komediji ali muzikalu Nominirana — Satellite Award za najboljšo igralko v filmu, komediji ali muzikalu Nominirana — MTV Movie Award za najboljši komični nastop |
| 2009 | All About Steve                                                  | Mary Horowitz                             | |
| 2009 | The Blind Side                                                   | Leigh Anne Tuohy                          | Academy Award za najboljšo igralko Broadcast Film Critics Association Award za najboljšo igralko (skupaj z Meryl Streep) Zlati globus za najboljšo igralko v dramskem filmu Screen Actors Guild Award za izstopajoči nastop glavne ženske igralske Teen Choice Award za film - Dramska igralka Nominirana — Denver Film Critics Society Award za najboljšo igralko Nominirana — Houston Film Critics Society Award za najboljšo igralko Nominirana — MTV Movie Award za najboljši ženski nastop Nominirana — Image Award za izstopajočo igralko v filmu Nominirana — San Diego Film Critics Society Award za najboljšo igralko Nominirana — Washington DC Area Film Critics Association za najboljšo igralko |
| 2013 | Gravity (Gravitacija)                                            |                                           | |